# محطة بيري للطاقة النووية
محطة بيري للطاقة النووية هي محطة للطاقة النووية تقدر مساحتها 1100 فدان (450 هكتار) على بحيرة إيري، على بعد 40 ميل (64 كم) شمال شرق كليفلاند في نورث بيري (أوهايو)، بالولايات المتحدة.

## نبذة
المفاعل يعمل بواسطة مفاعل الماء المغلي، من تصميم شركة جنرال الكتريك. تمت زيادة مستوى الطاقة من 3,579 ميغاواط إلى 3,758 ميغاواط في عام 2000، مما جعل محطة بيري واحدة من أكبر المحطات في صناعة الأسلحة البيولوجية في الولايات المتحدة.

## السكان
تُعرّف هيئة التنظيم النووي منطقتين لحالات الطوارئ حول المحطة.

### المنطقة الأولى
والتي يبلغ قطرها 10 أميال (16 كم)، وتهتم بالتعرض واستنشاق التلوث الإشعاعي المحمول جواً. بلغ عدد سكان المقاطعة لعام 2010 على بعد 10 أميال (16 كم) من بيري 83,410 نسمة، بزيادة قدرها 8% خلال عقد من الزمان، حسب بيانات التعداد الأمريكي.

### المنطقة الثانية
والتي يبلغ قطرها 50 ميل (80 كم)، وتهتم بتناول الطعام والسائل الملوث بالإشعاع. بلغ عدد سكان المقاطعة لعام 2010 على بعد 50 ميل (80 كم) 2,281,531 نسمة، بانخفاض قدره 3.0% منذ عام 2000. وتشمل المدن الواقعة على بعد 50 ميلاً (80 كم) مدينة كليفلاند.

## خطر الزلازل
تشير تقديرات هيئة التنظيم النووي للمخاطر التي تحدث كل عام بسبب الزلزال الشديدة بما يكفي لإحداث أضرار جوهرية للمفاعل في بيري، إلى 1 من 47619، وفقاً لدراسة أجرتها الهيئة في أغسطس 2010.